# Leuchtturm Nebel
Der Leuchtturm Nebel oder Leuchtfeuer Nebel ist ein kleiner Leuchtturm an der deutschen Nordseeküste in Schleswig-Holstein. Er steht im Ortsteil Süddorf der Gemeinde Nebel auf der Insel Amrum im Kreis Nordfriesland.

## Beschreibung
Der 9,6 Meter hohe und rot-weiß-rot gestrichene Leuchtturm wurde 1981 überwiegend aus Aluminiumbauteilen errichtet. Er dient als Leitfeuer für das Fahrwasser Norderaue. Die Feuerhöhe beträgt 16 Meter über dem MThw und die Tragweite des Lichts etwa 19,5 Seemeilen. Der Turm wird seit seiner Indienststellung vom Wasserstraßen- und Schifffahrtsamt in Tönning ferngesteuert.
Er ist fast baugleich mit dem im Süden der Insel gelegenen Leuchtturm Wittdün, der 1988 abgeschaltet wurde. 
Der Turm ist neben dem Leuchtturm Amrum und dem Quermarkenfeuer oder Leuchtturm Norddorf sowie dem nicht mehr funktionalen Turm in Wittdün der vierte Leuchtturm auf der Insel.